# Centaurea hellwigii
Centaurea hellwigii — вид квіткових рослин айстрових (Asteraceae). Ендемік Ірану.

## Морфологічна характеристика
Рослина павутиниста. Усі листки нерозділені. Стеблові листки від широколанцетних до еліптичних, на верхівці тупі до підгострих. Придатки від солом'яного до світло-коричневого кольору.